# أندريا باري
أندريا باري (بالإيطالية: Andrea Bari) (5 مارس 1980 في إيطاليا - ) هو لاعب كرة طائرة شاطئية ولاعب كرة طائرة إيطاليا في مركز ليبرو ‏. شارك في الألعاب الأولمبية الصيفية 2012. ولعب مع G.S. Porto Robur Costa ‏.

## وصلات خارجية
- أندريا باري على موقع الاتحاد الأوروبي (الإنجليزية)
- أندريا باري على موقع عالم الكرة الطائرة (الإنجليزية)
- أندريا باري على موقع دوري الدرجة الأولى الإيطالي للكرة الطائرة - رجال (الإيطالية)
- أندريا باري على موقع اللجنة الأولمبية الدولية (الإنجليزية)
- أندريا باري على موقع أوليمبيديا (الإنجليزية)
- أندريا باري على موقع اللجنة الأولمبية الإيطالية (الإيطالية)